# 1945 год в истории изобразительного искусства СССР
1945 год был отмечен рядом событий, оставивших заметный след в истории советского изобразительного искусства.

## События
- 23 февраля в Москве в Центральном Доме Красной Армии им. М. В. Фрунзе открылась выставка военных художников студии имени Грекова. В экспозиции было представлено свыше 500 произведений живописи, скульптуры, графики 44 авторов.[1]

- В феврале в залах Ленинградского Союза советских художников открылась выставка этюдов ленинградских художников. Среди работ, представленных 91 участником, были произведения Евгении Байковой, Константина Белокурова, Николая Ионина, Анны Костровой, Герты Неменовой, Людмилы Рончевской, Александра Самохвалова, Владимира Серова, Марии Федоричевой и других художников.[2]

- В феврале на базе бывшего училища технического рисования барона А. Л. Штиглица открывается ленинградское художественно-промышленное училище, преобразованное вскоре в Высшее художественно-промышленное училище, с 1953 года носившего имя В. И. Мухиной. Училище было призвано развернуть подготовку специалистов-реставраторов для восстановления разрушенных войной дворцово-парковых ансамблей города и Ленинградской области.

- Выставка произведений Леонида Фёдоровича Овсянникова открылась в залах Ленинградского Союза советских художников.

- «Третья выставка работ художников Ленинградского фронта» открылась в июне в залах Академии художеств. Экспонировалось 580 произаедений живописи, скульптуры, графики. Среди 52 участников были представлены работы Николая Бабасюка, Андрея Бантикова, Михаила Железнова, Бориса Ермолаева, Кирилла Иогансена, Николая Мухо, Льва Орехова, Бориса Петрова, Пен Варлена, Глеба Савинова, Игоря Скоробогатова, Николая Тимкова, Дмитрия Филиппова и других авторов.[3]

- Выставка «Физкультура и спорт в изобразительном искусстве» открылась осенью в Центральном офицерском Доме лётчиков. Экспонировалось около 200 произведений живописи, скульптуры и графики, в том числе работы Исаака Бродского, Александра Дейнеки, Николая Дормидонтова, Владимира Лебедева, Матвея Манизера, Александра Самохвалова, Константина Юона и других.[4]

## Родились
- 21 октября — Брускин Григорий Давидович, российский художник, с 1989 живущий в США.

## Скончались
- 31 марта — Туржанский, Леонард Викторович, русский живописец (род. в 1875).
- 24 мая — Горбатов Константин Иванович, русский живописец (род. в 1876).
- 31 мая — Пастернак Леонид Осипович, российский живописец и график, с 1921 живший в Германии и Англии (род. в 1862).
- 18 июля — Кайгородов Анатолий Дмитриевич, русский живописец (род. в 1878).
- 12 ноября — Воинов Всеволод Владимирович, русский советский живописец, график, театральный художник и искусствовед (род. в 1880).

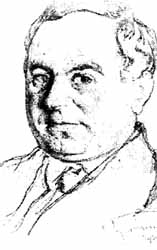
Константин Горбатов
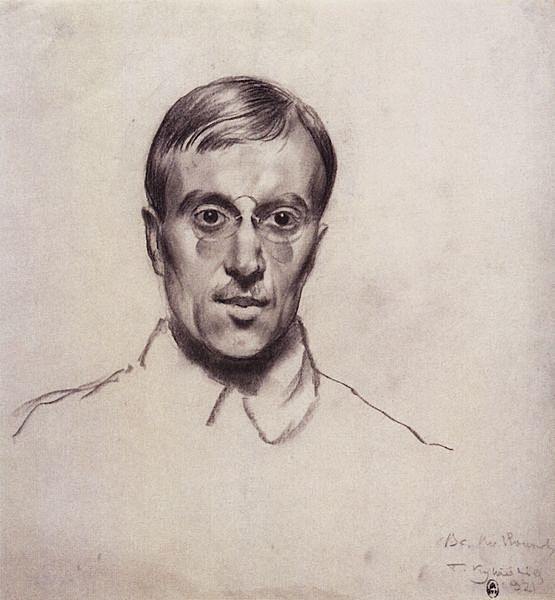
Всеволод Воинов
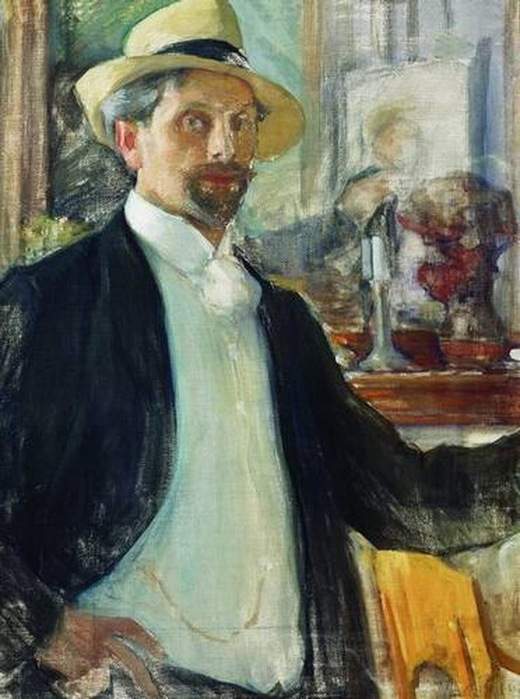
Леонид Пастернак